# نشان ملی اندونزی
نشان ملی اندونزی که یا نشان خاندانگارودا پانکاسیلا (انگلیسی: Garuda Pancasila) نام دارد. قسمت اصلی آم نقش گارودا است با سپر هرالدیک روی سینه و طوماری که توسط پاهایش گرفته‌است. پنج نقش روی سپر نشان دهنده پانکاسیلا، پنج اصل ایدئولوژی ملی اندونزی است. پنجه‌های گارودا طومار روبان مانند سفیدی را گرفته‌اند که شعار ملی Bhinneka Tunggal Ika بر روی آن با حروف سیاه رنگ نوشته شده‌است. این عبارت از جاوه قدیم آمده‌است که می‌توان آن را آزادانه به عنوان «وحدت در تنوع» ترجمه کرد. Garuda Pancasila توسط سلطان حمید دوم از پونتیاناک، تحت نظارت احمد سوکارنو طراحی شد و در ۱۱ فوریه ۱۹۵۰ به عنوان نشان ملی انتخاب گردید.